# 小圆胸小蠹
小圆胸小蠹（学名：Euwallacea fornicatus）是鞘翅目象甲科小蠹亚科方胸小蠹属的一种昆虫。分布于澳洲、美洲、东南亚和中国。小圆胸小蠹是一种林木害虫，寄主植物包括63科342种。小圆胸小蠹成虫在寄主植物体内羽化后，钻蛀到新寄主植物枝干内产卵。在钻蛀过程中，其体表携带的真菌孢子散落在蛀道内生长。